# Мухино (Западнодвинский район)
Мухино — деревня в Западнодвинском районе Тверской области. Входит в состав Западнодвинского сельского поселения.

## География
Деревня расположена в восточной части района, на автодороге Западная Двина — Жарковский. Находится в 12 км к юго-востоку от города Западная Двина. Ближайший населённый пункт — деревня Золотухи.

## История
На топографической карте Фёдора Шуберта 1867 — 1901 годов обозначена деревня Мухина. Имела 1 двор.
На карте РККА 1923—1941 годов обозначена деревня Мухино. Имела 17 дворов.
До 2005 года деревня входила в состав упразднённого в настоящее время Баевского сельского округа, с 2005 — в составе Западнодвинского сельского поселения.

## Население
| 2010 |
| ---- |
| 10   |

В 2002 году население деревни составляло 22 человека.
Национальный состав
Согласно результатам переписи 2002 года, в национальной структуре населения русские составляли 100 % от жителей.

## Инфраструктура
В деревне расположен спортивно-оздоровительный центр «Мухино». Он используется как центр подготовки спортсменов, а также как круглогодичный оздоровительный лагерь.